# Gardes des princes
Die Gardes des princes oder Haustruppen der Prinzen - Maison militaire des princes war eine kleine Gruppe von Gardeformationen, eingerichtet von König Ludwig XV. für die jüngeren Brüder des späteren  König Ludwig XVI., Louis Stanislas Xavier (1755–1824), Graf der Provence, später König Ludwig XVIII. mit dem Titel „Monsieur“ und Charles Philippe (1757–1836), Graf von Artois, später König Karl X.
Die Truppe hatte auf Grund ihrer Größe keinen besonderen militärischen Wert, auch wenn die beiden Garde du Corps Formationen wie Dragoner uniformiert waren. Insgesamt gab es sechs Einheiten.

## Garde du corps
Zwei aus je zwei Kompanien bestehende Kavalleriekorps, mit Säbel und Karabiner bewaffnet.  Aufgestellt am 1. April 1771. Beide Corps waren gleich stark aufgestellt.

### Garde du corps de Monsieur
1 Capitaine (1774 - Alexandre-Charles-Emmanuel de Crussol)
1 Lieutenant
1 Lieutenant 2e classe
2 Sous-lieutenants
1 Maréchal-des-logis
2 Brigadiers
2 Sous-brigadiers
1 Trompette
40 Gardisten
Die Uniform war komplett rot, die Abzeichenfarbe der 1. Kompanie hochorange, die der 2. Kompanie violett.

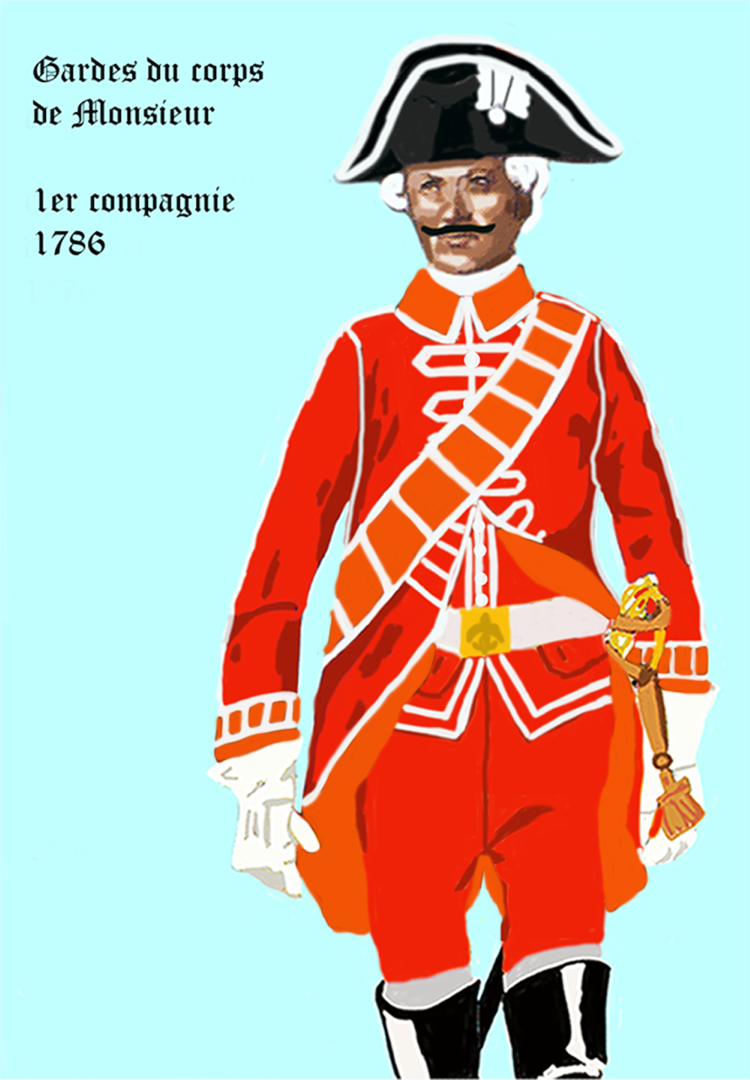
Garde du corps de Monsieur, 1. Kompanie
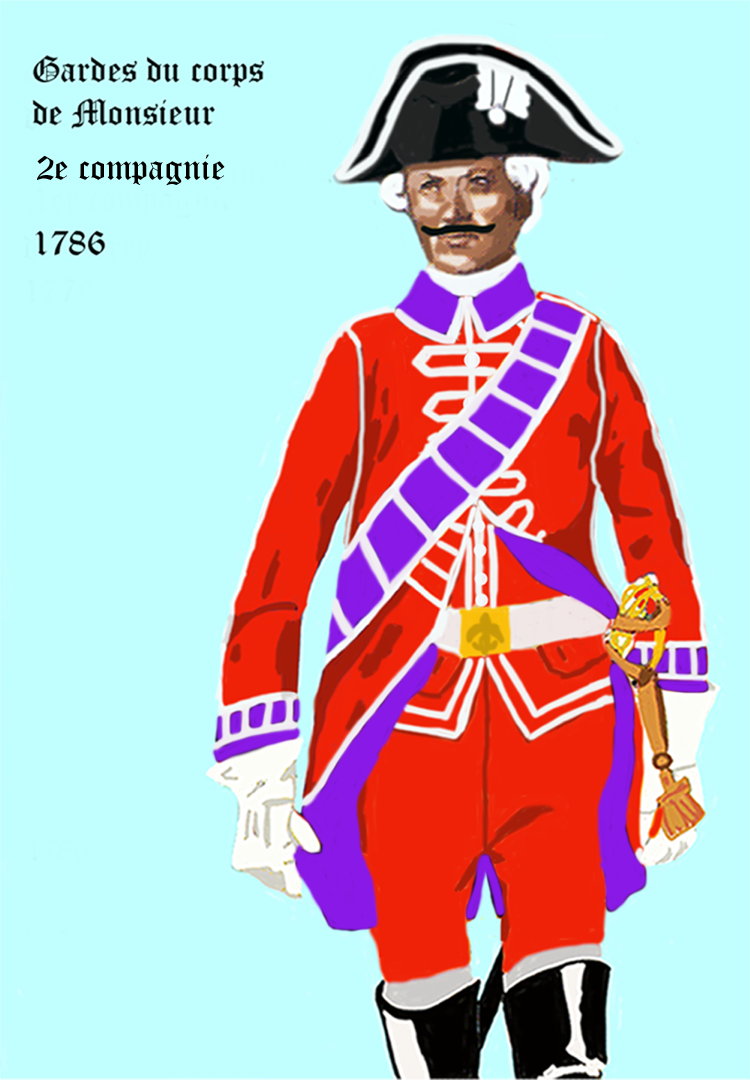
Garde du corps de Monsieur, 2. Kompanie

### Garde du corps du comte d'Artois
Ein aus zwei Kompanien bestehendes Kavalleriekorps, das mit dem 17. November 1773 genehmigt, jedoch erst im März 1774 aufgestellt wurde. Jede der beiden Kompanien hatte:
1 Capitaine
1 Lieutenant
1 Lieutenant 2e classe
4 Sous-lieutenants
1 Maréchal des logis
2 Brigadiers
2 Sous-brigadiers
1 Trompette
50 Gardisten

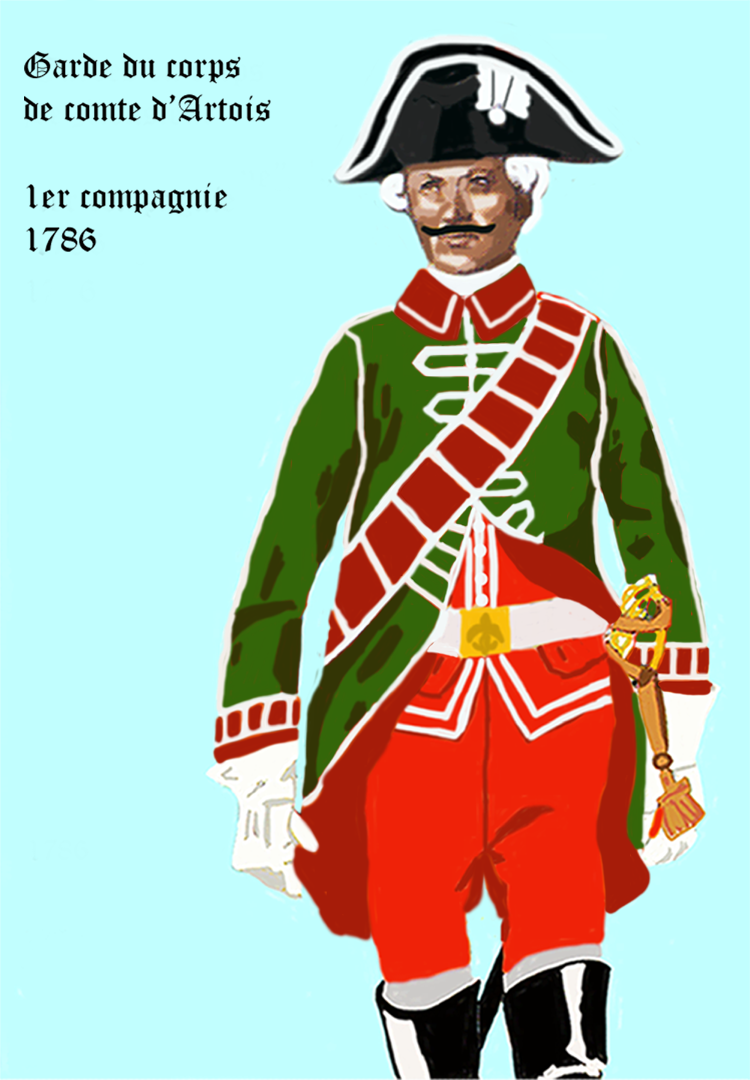
Garde du corps du comte d'Artois - 1. Kompanie

- Jedes der beiden Corps hatte einen Stab, bestehend aus:

1 Chef d’escadron
2 Porte-étendards
1 Commissaire de guerre (Kriegskommissar)
1 Chirurgien (Stabsarzt)
1 Quartier-maître trésorier im Range eines Sous-lieutenant
1 Maître-aumônier (Geistlicher)
1 Maître-auteur (Schreiber)
1 Timbalist (Kesselpauker)

## Gardes suisses
Die Gardeschweizer waren eine reine Palastgarde, bewaffnet mit einem Zierdegen und einer Pike.

### Gardes suisses de Monsieur
Palastgarde, geschaffen 1771, bestehend aus:
1 Colonel
1 Medecien (Assistenzarzt)
2 Lieutenant
1 Quartier-maître trésorier im Range eines Sous-lieutenant
2 Porte-drapeaux
4 Adjutants (als Offiziers-Stellvertreter)
2 Fourriers (Furiere)
1 Maître-aumônier
1 Commissaire de guerre (Kriegskommissar)
1 Maître-auteur (Schreiber)
4 Caporals (Unteroffiziere)
1 Tambour (Trommler)
28 Gardisten

### Gardes suisses du comte d'Artois
Garde zu Fuß, geschaffen 1773, bestehend aus:

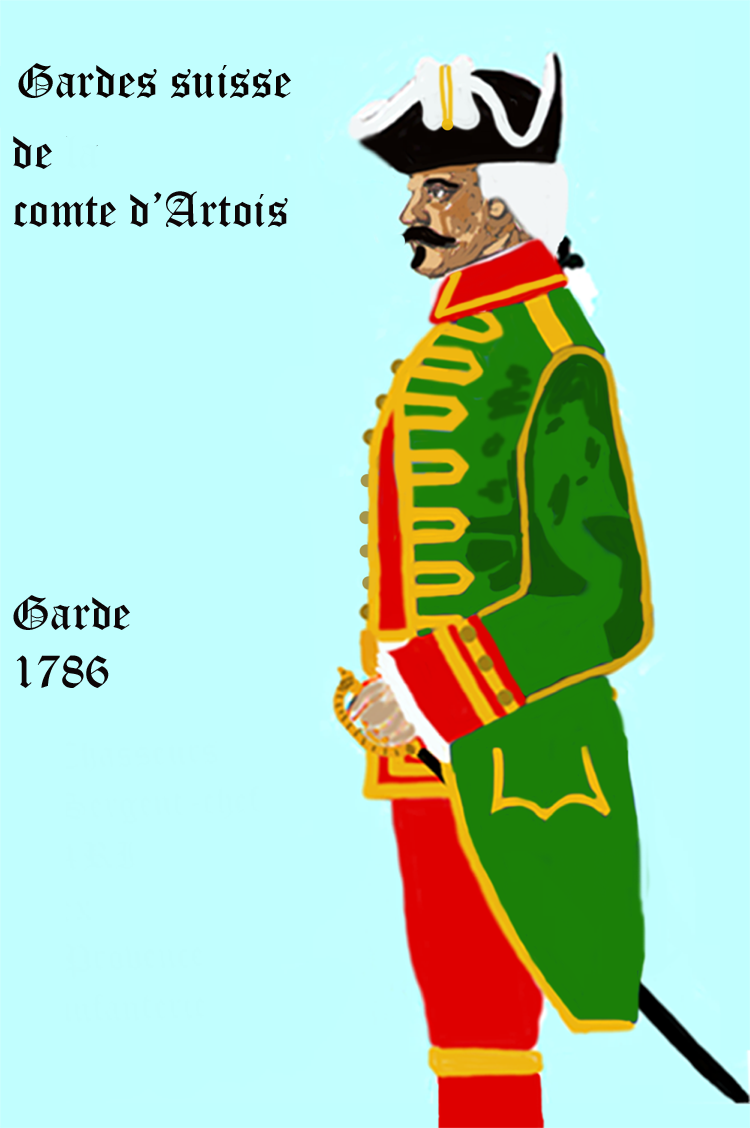
Schweizergarde des comte d'Artois in Hofdienstuniform

1 Capitaine als Kommandeur
1 Medecien (Assistenzarzt)
2 Lieutenant
1 Quartier-maître trésorier im Range eines Sous-lieutenant
2 Porte-drapeaux
4 Adjutants (als Offiziers-Stellvertreter)
2 Fourriers (Furiere)
1 Maître-aumônier
1 Commissaire de guerre (Kriegskommissar)
1 Maître-auteur (Schreiber)
4 Caporals (Unteroffiziere)
1 Tambour (Trommler)
28 Gardisten

## Gardes de porte
Die „Türgarde“ war eine reine Palstgarde mit der prunkvollsten Uniform von allen. Nichtsdestoweniger waren sie mit einem Gewehr ausgerüstet.

### Gardes de porte de Monsieur
1 Colonel
2 Lieutenants
1 Medecien
25 Gardisten

### Gardes de porte du comte d'Artois
1 Colonel
2 Lieutenants
1 Medecien
25 Gardisten
Die Gardes de porte wurden aus Kostengründen 1788, alle anderen im Zuge der Französischen Revolution 1791/1792 aufgelöst.